# دوريان كينابالي
دوريان كينابالي (الاسم العلمي: Durio kinabaluensis) هو نوع من النباتات يتبع جنس الدوريان من الفصيلة الخبازية.